# Szives Sándor
Szives Sándor, Herz (Kolozsvár, 1927. október 31.–) erdélyi magyar orvos, író.

## Életútja
Középiskolai tanulmányait szülővárosában kezdte, de 1944-ben zsidó származása miatt családjával együtt deportálták, így csak hazatérése után fejezhette be, esti tagozaton (1950). A marosvásárhelyi OGYI-n 1956-ban szerzett orvosi diplomát. Az 1970-es évek közepétől Izraelben él.
Novelláival az Utunkban és az Igaz Szóban jelentkezett, s ezekre a kritika még első kötetének megjelenése előtt felfigyelt. Az „első Forrás-nemzedék” soraiban tartják számon. Írásai hol drámai hangvételűek, hol a humoreszk határát súrolják.

## Kötetei
- Műtét. Novellák, karcolatok; előszó Csehi Gyula; Irodalmi, Bukarest, 1963 (Forrás)
- A skorpió jegyében. Novellák, karcolatok; Dacia, Kolozsvár, 1974
- Kémikusok. Auschwitz megközelítése. Dráma két részben; Mega, Kolozsvár, 2013